# Castell de Garraf
El Castell de Garraf és una antiga fortificació del municipi de Sitges (Garraf), propera al poble de Garraf, i que ha estat declarada bé cultural d'interès nacional. Als mapes apareix amb el nom de Castellet, però al poble de Garraf tothom el coneix com a Castellot.

## Descripció
Romanen les restes de l'antiga fortificació de Garraf, situades damunt un promontori rocós sobre el torrent de Garraf, al costat del camí que puja a Can Lluçà des del poble de Garraf.
El conjunt es troba en ruïnes, i se'n conserven només dos espais coberts amb volta, el portal d'entrada, una arcada molt malmesa i la base d'algunes espitlleres. La construcció va ser realitzada en pedra adaptant-se a les característiques del terreny. Al voltant hi ha una esplanada sostinguda per uns marges de retenció que segueixen el perfil del terreny.
El 2022, a través d'una subvenció de fons europeus vehiculada des del Consell Comarcal del Garraf i l'Ajuntament de Sitges, és millora l'accés i es consolida i senyalitza l'estructura.

## Història
Les primeres notícies daten del segle xii (1163). Es pot vincular a la construcció d'un monestir-castell (Clausterburg) a Garraf el 1159. El castell apareix esmentat al segle xiv. Segons el fogatge de 1365-70, al castell de Garraf, del prior de Garraf, li corresponien tres focs. El 1382 Bernat de Fortià rebé la senyoria de la quadra de Garraf. Consta que el mateix any l'estatge del prior de Garraf estava tot destruït i part de l'església també, i el bisbe manà al prior que resignés el priorat per negligència. El 1394, el rei cedí a la Pia Almoina de la Seu de Barcelona la senyoria sobre el lloc de Garraf, i el 1413, el prior del monestir de Garraf donà a la Pia Almoina els drets corresponents. El 1418 la Pia Almoina va vendre la quadra de Garraf a la universitat de Sitges.